# Profesionalen Futbolen Klub Lokomotiv Mezdra
Il PFK Lokomotiv Mezdra (in bulgaro ПФК Локомотив Мездра), chiamato comunemente solo Lokomotiv Mezdra, è una società calcistica con sede a Mezdra, in Bulgaria. Milita nella Treta liga, la terza serie del campionato bulgaro.

## Palmarès

### Competizioni nazionali
- B Profesionalna Futbolna Grupa: 1

2007-2008
- Treta amat'orska futbolna liga: 1

2013-2014
- Kupa na Amat'orskata futbolna liga: 1

2012-2013